# Terra: Il potere delle piante
Terra: Il potere delle piante (titolo originale: How to Grow a Planet) è un documentario naturalistico prodotto della BBC nel 2012, presentato dal geologo britannico Iain Stewart.
In Italia è stato trasmesso per la prima volta da Rai 5.

## Contenuto
Il documentario si articola in una serie di tre episodi:
1. E luce fu (Life from Light)
2. Il linguaggio dei fiori (The Power of Flowers)
3. La sfida (The Challenger)

nei quali il presentatore ripercorre l'evoluzione delle piante sulla Terra.